# Molfetta
Molfetta város (közigazgatásilag comune) Olaszország Puglia régiójában, Bari megyében, az Adriai-tenger partján. A Molfetta-Ruvo-Giovinazzo-Terlizzi egyházmegye püspöki székvárosa. Felújított óvárosa és kikötője kedvelt turisztikai célpont.
A város határában álló töbör (a Pulo di Molfetta) falában lévő barlangokat az i. e. 6. évezredtől közel kétezer évig az ősember lakta. A mai település elődjét, egy kis halászfalut valószínűleg  görög telepesek alapították az i. e. 4. században. A keresztes háborúk idején vált jelentős településsé, ugyanis a Szentföldre vezető út egyik fontos kikötője lett. A visszatérő keresztesek a városfalaktól mintegy kilométernyire egy, a Szűzanyának felajánlott ispotályt létesítettek. Ebben a legendák szerint megfordult a csodatételeiről híres Bajorországi Szent Konrád, Molfetta későbbi védőszentje is. A 16–17. századig területe egy kis, part menti szigetre korlátozódott, majd a szárazföldtől elválasztó csatorna feltöltése után dél felé terjeszkedett, a történelmi, falakkal körülvett óváros pedig fokozatosan elnéptelenedett. 1964-ben néhány épület össze is omlott. Az 1990-es évek végén, 2000-es évek elején az óváros utcáit felújították, az omladozó palotákat helyreállították. A város nevezetessége a pulo mellett a román stílusban épült régi dóm, a San Corrado, amely Otranto, Bitonto, Troia és Bari katedrálisaival együtt szerepel a világörökségnek javasolt helyszínek között.
Az óváros gerince a Via Piazza, amely egykor a piactérbe futott. Erre merőleges, kelet-nyugat irányú a Via San Pietro, amely a régi dómot köti össze a Piazza Municipióval, amin egykoron vár, az úgynevezett Rondella állt. Napjainkban ez a tér az óváros egyetlen nagyobb nyílt területe. Az óváros főbejárata a ma is álló Arco della Terra volt, a mai Corso Dante középtájékán. A kapu fölé emelkedett az óratorony (Torre dell’Orologio), amit 1897-ben bontottak el. Az óváros keletről a Piazza Municipión, északon pedig a dóm felől közelíthető meg. Az óvárost a széles Corso Dante Alighieri választja el az új városnegyedektől; ennek helyén a 18–19. századig egy várároknak kiképzett csatorna volt.

## Fekvése
Az Adriai-tenger partján fekszik, Baritól északnyugatra, Bisceglie és Giovinazzo között. A szárazföld belseje felé Terlizzi és Ruvo di Puglia határolják. Az óváros egy félszigeten (eredetileg sziget) fekszik, a kikötőtől délnyugatra. A város területe enyhén lejt a tengerpart felé. Legmagasabb pontja 143, átlagos magassága 18 méter.

## Geológiája
Geomorfológiai szempontból tekintve Molfetta területe átmenetet képez Bari tengerparti síksága (ami itt már jelentősen leszűkül) és a Murgia dombos vidéke között. A pugliai tengerpartot a pleisztocénben és a holocénben lerakódott tengeri üledékrétegek alkotják, míg a Murgiát a krétában keletkezett, majd később, az Appenninek orogenezise során kiemelkedett mészkő- és dolomitrétegek. A vidék, felépítése miatt, karsztformák által tagolt (szurdokvölgyek, dolinák, víznyelők stb.), amelyek közül a leghíresebb a Pulo di Molfetta nevű töbör.

## Éghajlata
A városnak jellegzetes mediterrán éghajlata van, hosszú és meleg nyarakkal, valamint enyhe telekkel, kevés csapadékkal. Mikroklímáját befolyásolják az Adriai-tenger felől érkező szelek is. A Köppen-féle éghajlatosztályozási rendszerben a C osztályba tartozik.
| Hónap                                 | Jan. | Feb. | Már. | Ápr. | Máj. | Jún. | Júl. | Aug. | Szep. | Okt. | Nov. | Dec. | Év   |
| ------------------------------------- | ---- | ---- | ---- | ---- | ---- | ---- | ---- | ---- | ----- | ---- | ---- | ---- | ---- |
| Átlagos max. hőmérséklet (°C)         | 12,0 | 13,0 | 15,0 | 18,0 | 22,0 | 26,0 | 28,0 | 28,0 | 25,0  | 21,0 | 17,0 | 14,0 | 20,0 |
| Átlagos min. hőmérséklet (°C)         | 5,0  | 5,0  | 7,0  | 9,0  | 13,0 | 17,0 | 19,0 | 19,0 | 17,0  | 13,0 | 9,0  | 6,0  | 11,6 |
| Átl. csapadékmennyiség (mm)           | 51   | 57   | 52   | 47   | 37   | 32   | 27   | 39   | 62    | 65   | 54   | 63   | 586  |
| Forrás: Molfetta meteorológiai adatai |      |      |      |      |      |      |      |      |       |      |      |      |      |

## Története

### A város alapítása
Az első emberek a vidéken a Molfetta határában fekvő, 150 méter átmérőjű töbör, a Pulo di Molfetta falában lévő karsztbarlangokban telepedtek le. Egyes régészek és történészek véleménye szerint a lakosság a tengerpart felé húzódott, és egy kis part menti szigetre telepedett át, amely egyrészt biztonságot nyújtott, másrészt pedig kiváló terület volt a kezdetleges mezőgazdálkodásra.
A hivatalos álláspont szerint görög telepesek alapították az i. e. 4. században. A római uralom idején vált kis halászfaluból jelentősebb településsé, erre utalnak az ebben a korban megépített védművek és templomok. Valószínűleg a közeli Rubóval folytatott kereskedelem is hozzájárult fejlődéséhez.
A 217-ből származó Itinerarium Provinciarum Antonini Augusti említést tesz egy Respa nevű településről Turenum és Natiolum között. Valószínűleg a város egykori nevének (Melpha) elírásáról van szó. A város neve a rómaiak idején Melfactára változott, aminek jelentése mézből készült, ami valószínűleg a vidék kedvező éghajlatára utalhatott. Egy helyi legenda szerint a város nevét Constantinus császár katonái után kapta, akik itt leltek menedékre egy pusztító vihar után. A város neve a későbbiekben tovább változott: Melphi, Mephicte, Melfictum, végül Molfetta.

### Középkor

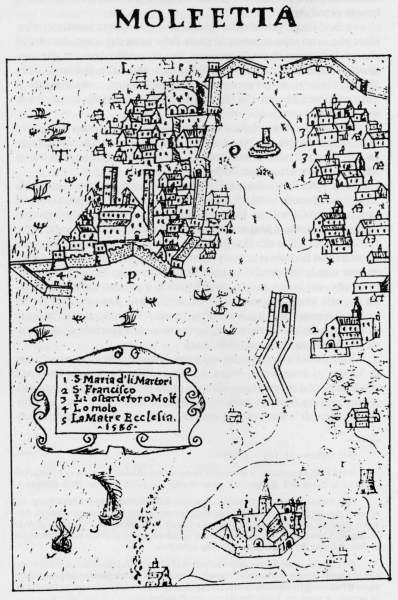
Molfetta ábrázolása egy 16. századi dokumentumban

A Nyugatrómai Birodalom bukása után Apulia részeként Molfetta előbb a gótok, majd a bizánciak és a longobárdok fennhatósága alá került. A tenger felől folyamatos fenyegetettségnek volt kitéve, a szaracén kalózok többször is kifosztották. Emiatt a városfalakat megerősítették, és a szigetet a szárazföldtől elválasztó kis csatornát részben betömték. A tengerpart mentén őrtornyokat létesítettek, hogy időben figyelmeztethessék a lakosságot a közeledő szaracénokra.
A város első írásos említése 925-ből származik Melfi néven. 1000-ben vált püspöki székhellyé. A normannok már 1057 előtt elfoglalták a várost, élükön Robert Guiscard vetélytársával, Pietro di Amicóval, Trani grófjával. Guiscard 1057-ben szerezte meg a város feletti uralmat, de csak rövid ideig sikerült megtartania, Molfetta 1058-ban visszakerült a Di Amico családhoz. 1100 körül rövid ideig bizánci fennhatóság alá került. A 12. század végén, 13. század elején a Conversanói grófság része volt.
A normann uralom megszilárdulását követően Bari, Brindisi és Otranto mellett Molfetta is a keresztes hadjáratok egyik fontos kikötője lett. A tengeri kereskedelemnek köszönhetően a 12. században fellendült a város gazdasági élete, ekkor épült fel az impozáns dóm és a püspöki palota.  1148-ban Molfetta kereskedelmi egyezményeket kötött Raguzával, majd Ortonával és Amalfival is, de jelentős kapcsolatokat ápolt Velencével és Alexandriával is.
A Szentföldről visszatérő keresztesek a városfalaktól mintegy kilométernyire ispotályt létesítettek, valamint egy temetőt is létrehoztak, amelyet a Szűzanyának ajánlottak fel. A legendák szerint a kórházban megfordult a csodatételeiről híres Bajorországi Szent Konrád is. Az ott kifejtett gyógyító tevékenysége miatt a város lakossága, szentté avatása után, Molfetta védőszentjévé választotta Konrádot, ereklyéit a dómban helyezték el.
A normannokat a Stauf királyok követték a nápolyi trónon. 1220-ban Molfetta megkapta a szabad királyi város címet, ami azt jelentette, hogy lakossága szabadon választhatott elöljárókat: 12 nemesi származásút és 24 plebejust. Az Anjou-ház uralkodása idején számos templomot és egyéb vallási épületet húztak fel. 1374-ben a nemesség kiharcolta, hogy a plebejusokkal egyenlő számú elöljárót küldhessen a tanácsba, ami zendüléshez vezetett és jelentősen visszavetette a gazdasági fejlődést. 1399-ben Durazzói László vásártartási jogot adományozott a városnak és kibővíttette a kikötőjét. 1448-ban Molfetta püspökét VIII. Ince néven római pápává választották.

### Spanyol és Bourbon fennhatóság alatt

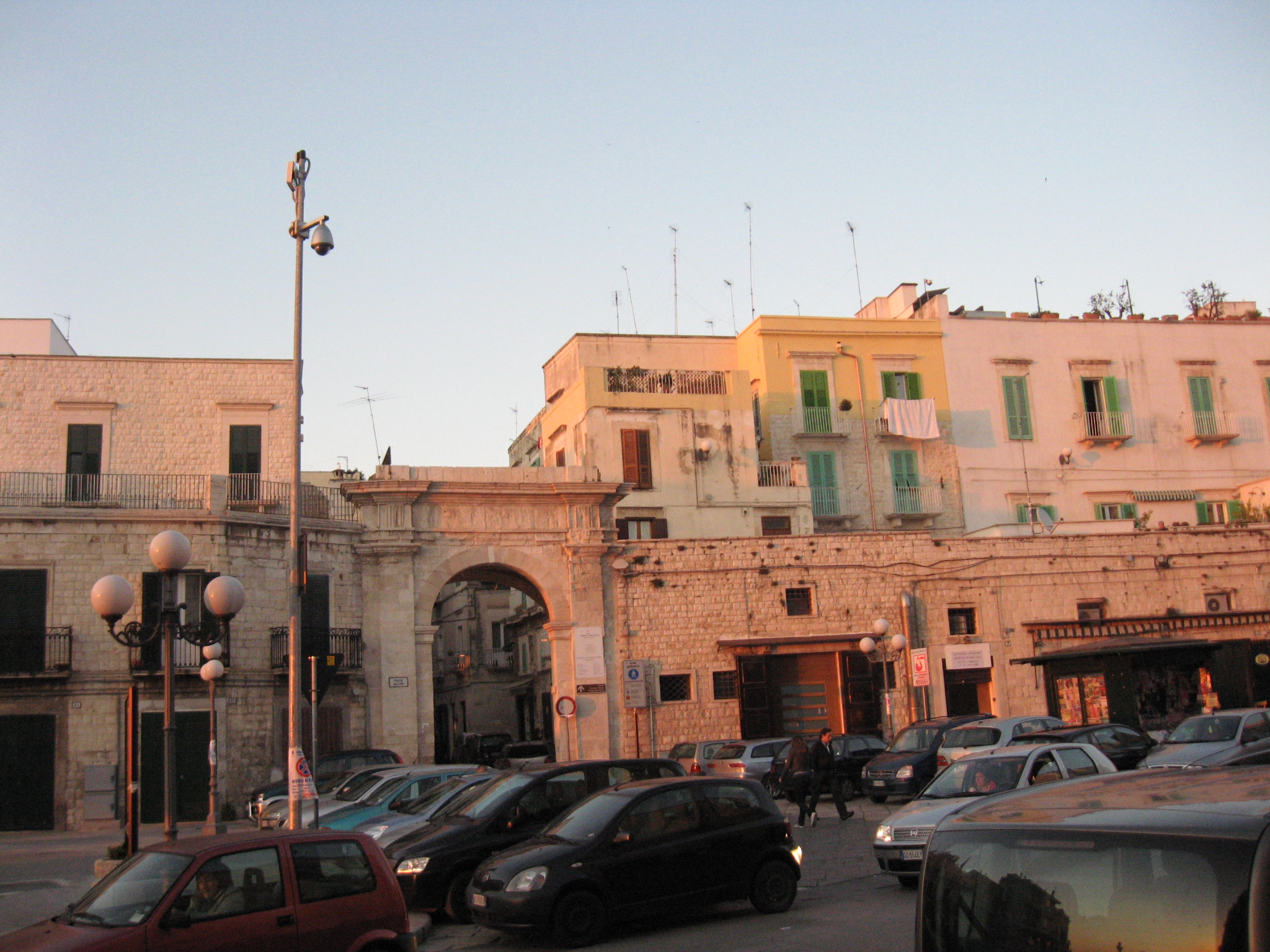
Az óváros egyik bejárata, az Arco della Terra

A 16. század elején a Nápolyi Királyság spanyol uralom alá került. A többi királyságbeli településsel együtt Molfettában is elkezdődött a gazdasági hanyatlás időszaka. 1522-ben a város a capuai gróf, Ferrante (Ferdinando) hűbérbirtoka lett, majd tíz év múlva Ferdinando Gonzaga szerezte meg. A Gonzagák 1640-ben eladták a Doria családnak, akik három múlva a Spinola családnak adták tovább, majd a század végén a milánói Scotti-Gallarati családé lett.
1529. július 18-án került sor a Molfetta kifosztása néven hírhedtté vált véres eseményre, amikor velencei hadihajók, élükön Caracciolo herceggel és Macchia bárójával, megpróbálták elfoglalni a várost. A szárazföld irányából Federico Carafa seregei vonták ostrom alá. A városlakók, Ferdinando gróffal az élükön, visszautasították a megadásra szóló ultimátumot és védelmi állásokat alakítottak ki. A hadihajóknak sikerült bejutniuk a kikötőbe, és a dóm mellett áttörték a városfalakat. A fosztogatás három napig tartott, és ezalatt a város mintegy ötezer lakosa közül legalább ezret meggyilkoltak. A város végül nem került a támadók birtokába, viszont jelentős károkat szenvedett: házakat égettek fel, kincseket raboltak el. A lakosságnak rövid időn belül sikerült kijavítania az épületeket. A renoválást követően épült meg számos, ma is látható palota és templom.
A Gonzagák idejében megerősítették a városfalakat, és négy új kaput is építtettek Bisceglie, Terlizzi, Bitonto és Giovinazzo irányába. Az 1600-as évek végén megépítették az új katedrálist és a szemináriumot. 1657-ben pestisjárvány ütötte fel fejét a városban, ami azonban kevés áldozattal járt, és ezt a lakosság Szent Konrád közbenjárásaként élte meg. Ekkor készült el a szent ezüst mellszobra, amelyet napjainkban is körbevisznek a város utcáin a szent ünnepnapján. Megépült a Santa Maria de Principe-templom a pestis áldozatai emlékére, ezt a helybéliek a mai napig a halál templomaként emlegetik (Chiesa della Morte).
A 18. században egy rövid felvirágzási időszak következett, különösen a művészetekben. Ekkor élt és alkotott Molfetta leghíresebb szülöttje, Corrado Giaquinto festőművész, a settecento egyik kiemelkedő alakja.
Az 1714-es utrechti béke eredményeként a Nápolyi Királyságot V. Fülöp spanyol király szerezte meg. Trónra lépése után nem sokkal jelentős fejlesztéseket indított a királyságban, így Molfettában is, ahol újabb városnegyedeket alakítottak ki a városfalaktól délkeleti irányban, valamint megerősítették a kézműves céhek és tengerészek jogait.

### A 19. század
A francia forradalom szele elérte a Nápolyi Királyságot is. 1799-ben kikiáltották a tiszavirág életű Parthenopéi Köztársaságot, amelyhez Molfetta is csatlakozott. A köztársaságnak végül a francia csapatok vetettek véget, akik elűzték Nápolyból a Bourbon-királyt, helyére pedig Napóleon testvérét, Bonaparte Józsefet ültették. Őt Joachim Murat követte, akinek a nevéhez kapcsolódik a feudalizmus felszámolása, s így 284 év után Molfetta ismét szabad város lett. Az 1815-ös Bourbon restaurációt követően a város köztársaság-, vagy franciapárti lakosságát megtorolták. A város lakossága elérte a tizenötezret, megépült a színház, a tanácsház, kibővítették a kikötőt és a temetőt. 1861-ben az újonnan alapított Olasz Királyság része lett. Nemsokára elérte a vasút is, ami új munkalehetőségeket biztosított, de nem oldotta meg a 19. század végi súlyos gazdasági válságot, amelynek eredményeként a lakosság jelentős része kivándorolt Olaszország északi régióiba, Európába, sőt az Egyesült Államokba is.

### A 20. század
A gazdasági válság enyhítésében nagy szerepe volt Gaetano Salvemini polgármesternek, akinek a későbbiekben a fasizmus elleni harc egyik vezéregyénisége lett. 1914-ben elérte a várost a pugliai vízvezeték, így biztosítottá vált az állandó vízellátás, ami révén sikerült visszaszorítani az egyre gyakrabban jelentkező járványokat. Az 1930-as években, Mussolini idején újabb városnegyed épült ki, valamint elkészült a városi könyvtár és kórház is. A második világháború idején a baloldaliak ellenállásának egyik központja volt, akik egy külön pártot alapítottak. 1943-ban egy német bombázó támadást intézett az egyik iskola ellen, egyébként a várost elkerülte a háború szele.
A háború után az újabb városrészek tovább gyarapodtak, viszont a történelmi központ helyzete tovább romlott. Ezt tetőzte be, hogy 1964-ben néhány épület összeomlott, ami révén az elnéptelenedés folyamata felgyorsult. Az 1990-es évek végén, 2000-es évek elején az óváros utcáit felújították, az omladozó palotákat helyreállították. A dómot Otranto, Bitonto, Troia és Bari katedrálisaival együtt szerepel azon helyszínek között, amelyeket világörökségnek javasolnak.

## Népessége
A város lakossága 2009. január 1-jén 59 905 fő volt, ebből 28 938 férfi és 30 967 nő.
A lakosság kor szerinti megoszlása:
- 0–14 év között: 7534 fő (ebből 3798 férfi, 3736 nő),
- 15–64 év között: 40 322 fő (ebből 19 831 férfi, 20 491 nő),
- 65 év felett: 12 049 fő (ebből 5309 férfi, 6740 nő).

A népesség számának alakulása:
2007. december 31-én a városban 839 bevándorlót tartottak számon. A legtöbben a következő országokból érkeztek:
| - Albánia: 504 fő | - Románia: 103 fő | - Marokkó: 45 fő |

### Vallási élet
Molfetta lakosságának túlnyomó része római katolikus keresztény. A Molfetta-Ruvo-Giovinazzo-Terlizzi Egyházmegye a Bari-bitontói főegyházmegyének van alárendelve. A molfettai egyházmegyét a 12. században alapították, 1836-ban egyesítették a szomszédos Giovinazzo és Terlizzi egyházmegyéivel, majd 1936-ban a ruvóival. Az egyházmegye területére eső összlakosság 99,1%-a római katolikus. A püspök a molfettai új katedrálisban (Duomo Nuovo, vagy Santa Maria Assunta) székel. Molfetta védőszentje Bajorországi Szent Konrád, ünnepét február 9-én tartják, valamint Szűz Mária (Mártírok Madonnája), akiről szeptember 8-án emlékeznek meg.

### Helyi dialektus
Molfettában az olasz nyelv bari dialektusának egyik változatát beszélik. Ennek általános jellemzője, hogy a szóvégi magánhangzók gyakorlatilag csaknem teljesen néma e hanggá alakultak, ami a művelt helyesírásban is megjelenik, hogy jelezze, valaha magánhangzó állt a szó végén. Molfettában egyedi jellemző, hogy az u előtt mindig egy a-t is kiejtenek (például: sciut ⇒ sciaut (elmúlt)). Számos molfettai dialektusban íródott mű is ismert.

## Városkép

### Az óváros

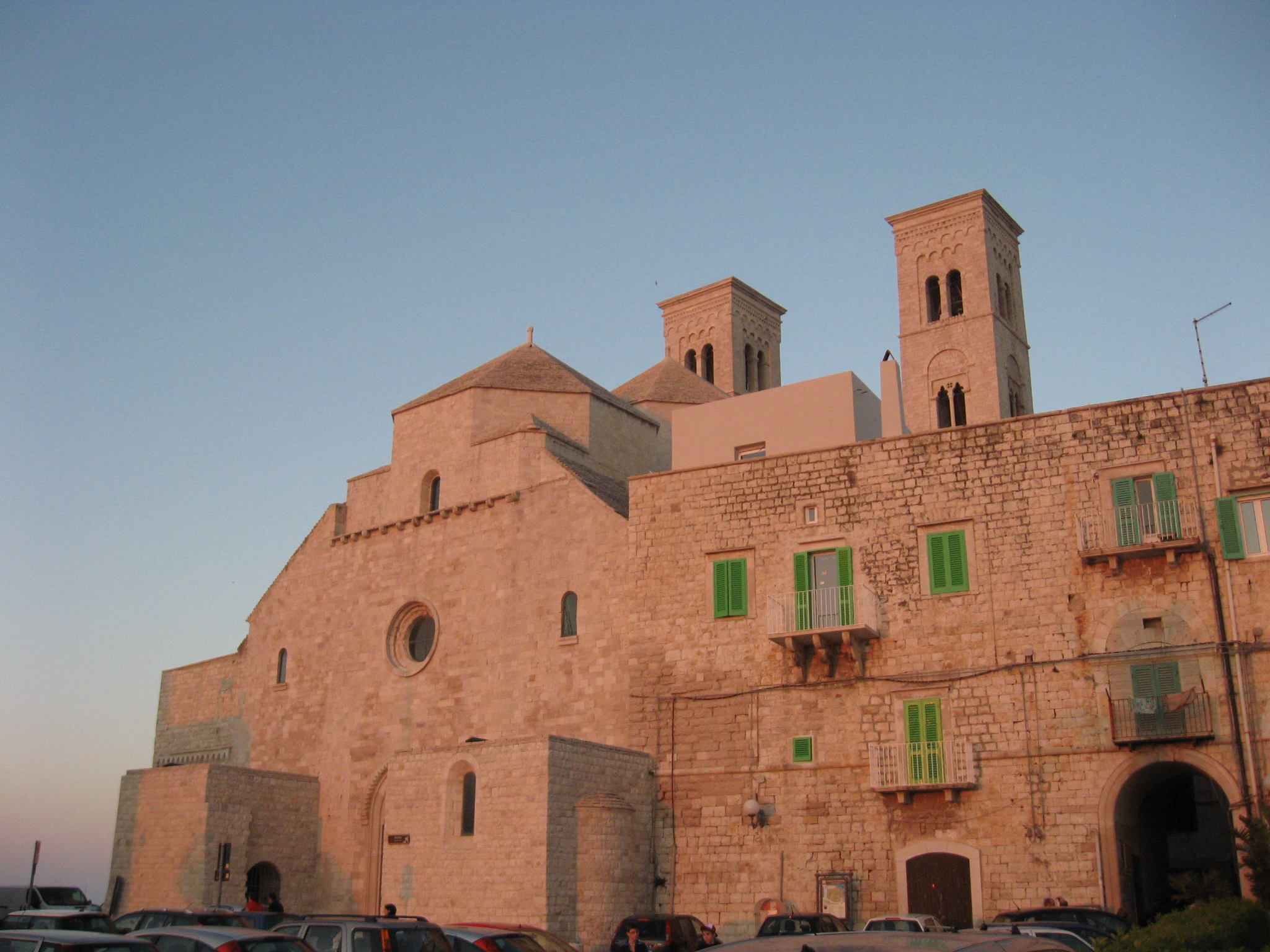
A San Corrado-székesegyház

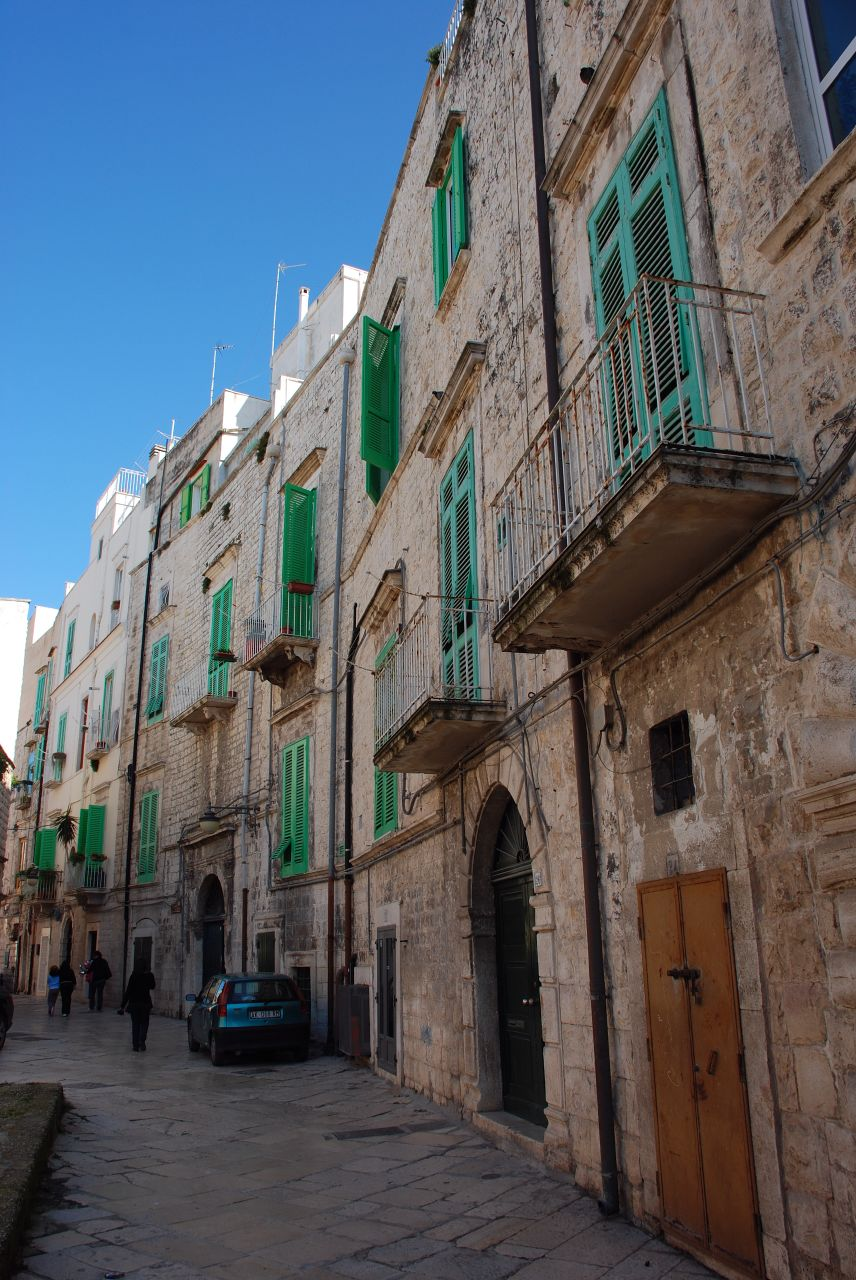
Tipikus óvárosi sikátor

Molfetta történelmi városközpontja egy kb. 50 000 négyzetméter kiterjedésű félszigeten fekszik. Az ovális alakú óvárost minden oldalról vastag és magas falakkal erősítették meg. Az évszázadok során a falak mellé két-, három-, akár négyszintes épületeket húztak fel, bekebelezve azokat. Többnyire párhuzamos lefutású, egymásra merőleges, keskeny (néhol csak két-három méter széles) sikátorok tagolják. Az épületek arculata egységes, mészkőtömbökből épültek, faragványok díszítik és nagyrészt vakolatlanok. Meggyengült szerkezetük miatt az épületeket az utcák felett átívelő gerendákkal biztosították meg az összeomlástól. Az óváros a 19. században hanyatlásnak indult és fokozatosan elnéptelenedett. 1964-ben néhány épület összeomlott, ami csak gyorsította a lakosság kitelepedését a régi falak közül. A 2000-es évek elején döntött úgy a városvezetőség, hogy felújítja az óváros utcáit és épületeit, remélve a benne rejlő turisztikai potenciál kiaknázását.
Az óváros gerincét a Via Piazza képezi, amely – mint arra neve is utal – egykoron a piac szerepét is betöltötte. Erre merőleges, kelet-nyugat irányú a Via San Pietro, amely a régi dómot köti össze a Piazza Municipióval, ahol egykoron vár állt, az úgynevezett Rondella. A tér napjainkban tulajdonképpen az óváros egyetlen nagyobb nyílt területe. A főbejárat az óvárosba a ma is álló Arco della Terra volt, a mai Corso Dante középtájékán. A kapu fölé emelkedett az óratorony (Torre dell’Orologio), amelyet 1897-ben bontottak el. Az óváros ezen kívül kelet felől a Piazza Municipión keresztül, valamint északon, a dóm felől közelíthető meg. Az óvárost a széles Corso Dante Alighieri választja el az új városnegyedektől, helyén a 18–19. századig egy várárokként működő csatorna volt.
Az óváros nevezetes épületei:
- San Corrado-székesegyház – A régi dóm (duomo vecchio).
- Santa Maria del Pianto-templom – Ismertebb nevén a halál temploma, azaz chiesa della morte
- San Pietro-templom
- Palazzo Giovene
- Sant’Andrea-templom – A templom már 1126-ban létezett, mai barokkos arculatát a 16. századi átépítések során nyerte el.
- Palazzo Ribera – 1775-ben épült palota, kovácsoltvas erkélyekkel
- San Giuseppe-kápolna – 1645-ben a De Luca család számára épült családi kápolna
- Palazzo Tattoli – 1593-ban épült palota értékes reneszánsz, boltíves lépcsőházzal
- Palazzo Passari – 1596-ban épült. Belső udvarát a későbbi tulajdonos, a Lioy-Lupis család tagjainak címere díszíti. A lépcsőház loggiás kialakítású.
- Sant’Anna-kápolna – 1675-ben épült a Passari család számára.
- Palazzo dell’Ex Seminario – Az egykori érseki szemináriumi palota 1761-ben épült, barokk stílusban.
- Palazzo Nesta - A 16. századból származik. Homlokzata reneszánsz stílusú, az architráv fölött egy Madonna szobor áll.
- San Atenogeno-kápolna – 1614-ben építették a jezsuiták.
- San Girolamo-kápolna – 1440-ben építtette Miula De Baro nemesasszony. Jellegzetessége a loggiás homlokzat, két griffszoborral.
- Santa Maria di Costantinopoli-kápolna – 1625-ben épült Teodosio Michielli helyi kereskedő megbízásából.
- Palazzo Michieli – 18. századi nemesi palota
- Palazzo di Mauro Antonio Passari – 1635-ben épült.
- Palazzo di Lattanzio Passari – 1633-ban épült.
- Palazzo di Galante Gadaleta – 1550-ben épült. Innen érhető el a tíz méter magas, henger alakú, tengerre nyíló Passari-torony, amelynek fontos szerepe volt a város védelmében a kalózok ellen.

### Az új városnegyedek

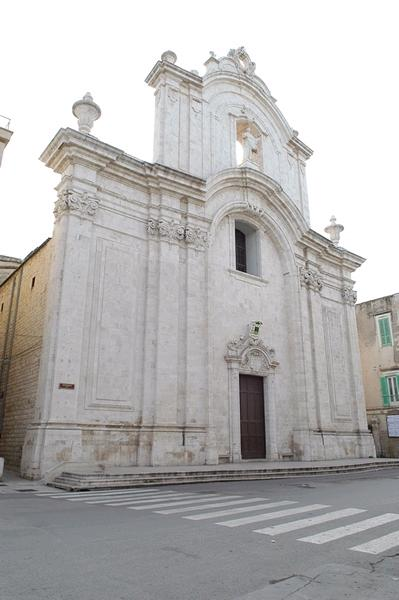
Az új dóm

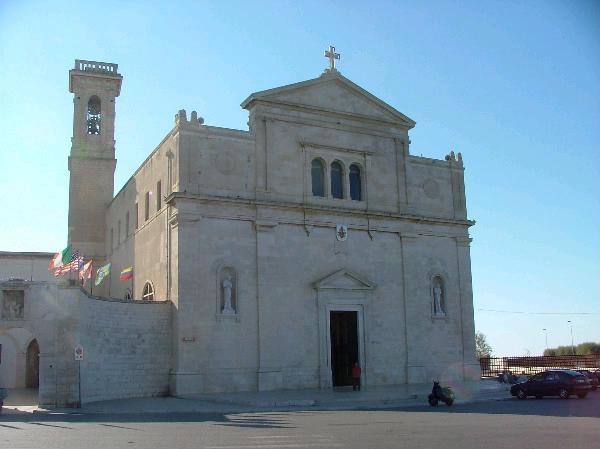
A Madonna dei Martiri-bazilika

Az új város a történelmi központtól délre alakult ki, a Corso Dante déli oldalán. A város már a 17. században túllépte az egykori falak szabta határt, s már ekkor elkezdték építeni a Santa Maria Assunta-templomot, amelyből később, 1785-ben a város új székesegyháza lett. A 18. század közepétől gyors terjeszkedésnek indult. A város sétáló- és egyben bevásárlóutcája a Corso Umberto I, amely az városi parkot (Villa Comunale) köti össze a vasútállomással, amely Molfetta déli részén fekszik. Az újváros nagyrészt négyzethálós utcaszerkezetű, ami arra utal, hogy tudatosan tervezték. Az ipari negyed a város északnyugati részén épült ki, a Bisceglie felé vezető úton.
Nevezetes épületek:
- Santa Maria Assunta-székesegyház (az új dóm, duomo nuovo)
- Santo Stefano-templom
- Santa Maria Consolatrice degli Afflitti-templom
- Kálvária emlékmű – Egy 1856-ban, mészkőből készült, neogótikus, templomszerű emlékmű. A nyolcszögletű, háromszintes építmény húsz méter magas.

A város északnyugati részén, az egykori kereszteslovagok által épített kórház helyén áll a Madonna dei Martiri-bazilika, ahol minden év szeptember 8-án nagyszabású ünnepséget tartanak Szűz Mária tiszteletére.

### Őrtornyok
A város környékének látnivalói az egykori őrtornyok, amelyeket a tenger és a szárazföld felől érkező ellenség közeledésének jelzésére építettek egészen a 18. századig. Három vonalon épültek ki: Molfetta és Bitonto, valamint Terlizzi között, továbbá a Molfetta–Ruvo di Puglia–Corato vonalon. Bisceglie irányában, a tengerparton áll az 1569-ben felépített Torre Calderina. Elsődleges célja a molfettai kikötő védelme volt. Tőle nem messze, a város felé áll a Torre San Giacomo, amely egykoron valószínűleg az 1143-ban alapított bencés kórház része volt. A várostól délkeletre, Giovinazzo irányában áll a 10. században épített Torre Gavetone. Bitonto (délkelet) irányában áll a Torre Madonna delle Rose (nevét a hozzá tartozó kápolnáról kapta), a Torre Cicaloria (16. század), a Torre Mino (11. század), a Torre dell’Alfiere (16. század), a Torre Villafranca és a Torre Cascione. Terlizzi (dél) irányában áll a Torre Villotta (a 12. században épült, a legendák szerint itt hált meg Bohemund, mielőtt hajóra szállt volna a Szentföld felé az első keresztes hadjáratban), a Torre del Gallo, a  Torre Falcone (16. század) és a Torre Cappavecchia (a 16. században épült és ahol a legendák szerint egy közeli paraszt hatalmas kincset talált a 14. században, amit valószínűleg zsidók rejtettek el benne). A Ruvo (délnyugat) irányában álló tornyok: Torre del Capitano (a Bariban székelő bizánci katapán építtette), Torre Pettine Azzollini (16. században épült erődített családi házként), Torre Zappino, Torre Navarino, Torre Eremo Mezzasapone (neve is arra utal, hogy egykoron egy remete lakott benne), Torre Claps di San Martino, Torre Il Casale és a Torre Chiusa della Torre (a 9. században épült szintén a katapán számára).

### Pulo di Molfetta

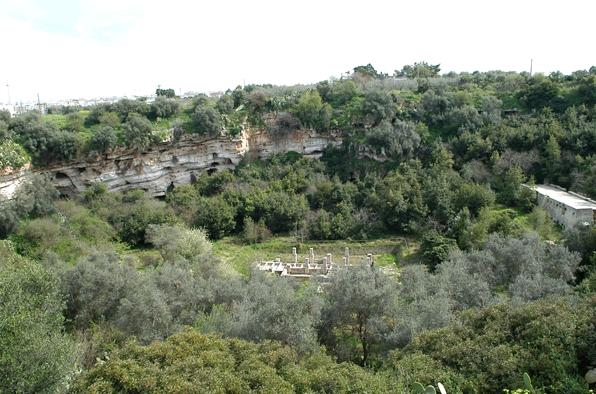
A Pulo di Molfetta nevű töbör

A Pulo a város egyik fő látványossága. Molfetta határában található, kb. másfél kilométerre a központtól. Egy 600 méter kerületű, 30 méter mély, ovális alakú töbör. Hírnevét, hasonlóképpen az altamuraihoz, a benne talált őskori leleteknek köszönheti. A karsztosodási folyamatok következtében falaiban több szinten, különböző mélységű barlangok alakultak ki, amelyekben az 1900-as évek elején végzett régészeti kutatások újkőkorszaki emberi tevékenységre utaló nyomokat találtak. A régészek és történészek véleménye szerint az i. e. 6. évezredben a barlangokban egy faluhoz hasonlítható közösség alakult ki, és ez az i. e. 4. évezredig állt fenn. A lakosság valószínűleg állattenyésztéssel foglalkozott, amire a nagy mennyiségben megtalált állati eredetű csontokból lehet következtetni. Az itt talált obszidián eszközök arra utalnak, hogy kereskedelmi kapcsolatot ápolt a Lipari-szigetekkel és Szardíniával. Mindezek mellett 49 sírt is találtak a töbörben. Az i. e. 9–2. évezredben a település központja átkerült a pulót körülvevő fennsíkra, majd fokozatosan elnéptelenedett. Az 1500-as években a nyugati szélére egy kapucinus kolostor épült, majd a 18. században egy salétromkitermelő üzemet létesítettek az egyik köztes szintjén, ugyanis egyes barlangokban nagy mennyiségű kálium-nitrátot találtak. Az 1980-as irpiniai földrengés során a töbör, illetve a barlangok falai életveszélyesen meggyengültek, ezért lezárták a látogatók előtt. 1995–1997 között a régió pénzügyi támogatásával stabilizálták a falakat, felújították a régi salétromgyárat, és egy látogatóközpontot alakítottak ki a peremén.

## Kultúrája

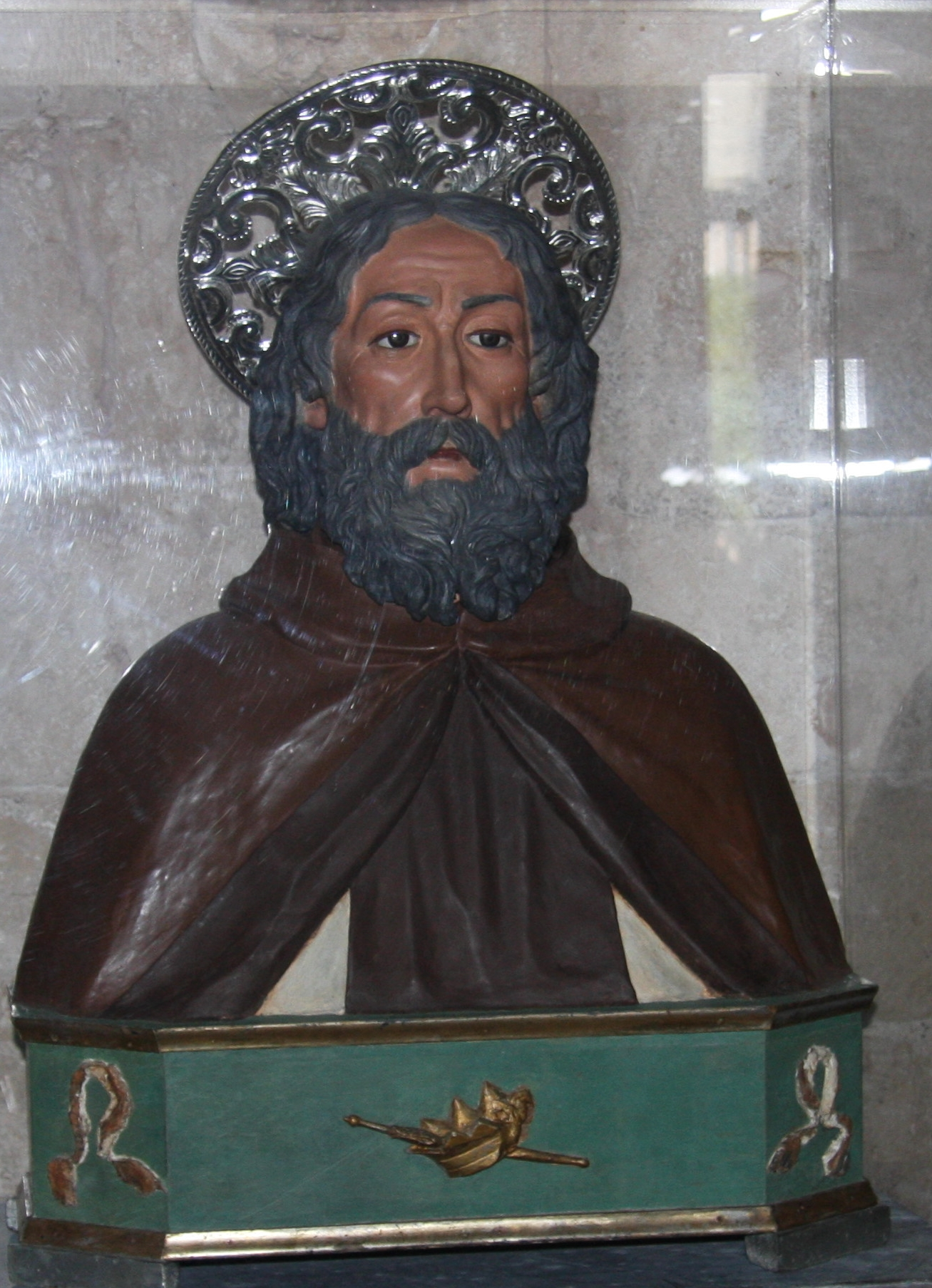
Szent Konrád szobra a régi dómban

### Oktatása
A városban  kilenc általános iskola, nyolc gimnázium, két műszaki középiskola és három szakiskola, valamint két felsőoktatási intézmény működik: a Bari Tudományegyetem kihelyezett kémia kara, valamint egy ápolónőképző. A város könyvtárát 1922-ben alapították, miután névadója, Giovanni Panunzio a városnak adományozta könyvgyűjteményét. Az olvasóközönség előtt 1927-ben nyitotta meg kapuit. A városban található Puglia legnagyobb teológiai könyvtára, a Biblioteca del Seminario Regionale.

### Múzeumai
A városban az alábbi múzeumok működnek:
- Molfettai Egyházmegyei Gyűjtemény (Museo Diocesano di Molfetta) – A múzeum a püspöki palotában székel. Története 1881-re nyúlik vissza, amikor a palota néhány termében a pulói feltárásból származó régészeti leleteket állították ki. A múzeum később értékes képzőművészeti alkotásokkal bővült. Az új tárlatokat 1980-ban nyitották meg. Jelenleg hat külön kiállítás tekinthető meg: régészet, kőtár, szobrászat, festészet, vallási kegytárgyak és érmék.[26]
- „Leonardo Minervini” Kortárs Művészeti Gyűjtemény (Raccolta d’arte contemporanea sala „Leonardo Minervini”) – 1996-ban alapították, kortárs helyi művészek (Michele Romano, Liborio Romano, Franco d’Ingeo, Natale Addamiano, Franco Valente, Michele Paloscia és Anna Rita Spezzacatena) alkotásainak bemutatására. Külön terem foglalkozik a névadó Leonardo Minervini munkásságával.[27]
- A Santa Maria dei Martiri-bazilika múzeuma (Museo della Basilica di Santa Maria dei Martiri) – A bazilika melletti kolostorépületben létrehozott múzeumban vallási kegytárgyakat állítottak ki (egyesek a 11–12. századból származnak), valamint a Mária-kultuszhoz kapcsolódó festményeket, lenyomatokat.[28]

### Hagyományai
A hagyományos karácsonyi és húsvéti ünnepségek mellett Molfetta legjelentősebb vallási ünnepe a Madonna dei Martiri fesztivál. A hagyomány a 18. századra nyúlik vissza, és Szűz Mária (aki a város egyik védőszentje is) ünnepén, szeptember 8-án tartják. 1846-ban a nápolyi Giuseppe Verzella által, a Madonna dei Martiri-bazilika számára készített Szűz Mária szobrot ünnepélyes keretek között, egy vitorlás csónakon a kikötő túloldalán álló régi dómba szállították. Azóta minden évben megismétlik az eseményt, amit a helyiek fést d’la Médonnak (a Madonna ünnepének) neveznek. A fesztivál egybeesik a molfettai vásárral. 1395-ben Durazzói László nápolyi király vásárrendezési jogot adományozott a városnak. A vásár kezdetben nyolc napig tartott szeptember 8. és 15. között, de az évszázadok során időtartama három napra csökkent (szeptember 7-től 9-ig). Ez idő alatt kirakodóvásárt szerveznek, számos kulturális eseményt, koncerteket, tűzijátékot, valamint egyházi ünnepségeket is rendeznek.

## Konyhája
Molfetta konyhája változatos, egyszerű és különleges ételek egyaránt megtalálhatók. A tengerészeti hagyományok miatt az ételek többségének alapanyaga a hal. Ilyen például a ci(e)mbott(e) nevű leves, amely friss halból, paradicsomból, fokhagymából és olívaolajból készül. A tenger gyümölcseit (különféle kagylók) általában nyersen fogyasztják. Az előételek közül jellegzetes recept a strascenète, ami korpából készült orecchiette tészta, fehérrépával és sertéshússal megkészítve. Az u’ calzòene tulajdonképpen egy tőkehallal, hagymával, olívával töltött focaccia-féle. A desszertek közül helyi specialitás a mandulás bocconotto, valamint a különböző lekvárokkal töltött la scarcèdd(e) nevű péksütemény.

## Sportélete
A város stadionját (Stadio Comunale „Paolo Poli”) 1923-ban építették, majd 1953-ban és 1994-ben bővítették ki. A labdarúgópálya mellett atlétikai pályával is rendelkezik, szomszédságában teniszpályák állnak, valamint egy sportcsarnok. A vízisportok kedvelői számára a 2003-ban épített városi uszoda biztosít lehetőséget. 2004-ben épült fel a város második sportcsarnoka a (Palazzetto dello Sport „Giosuè Poli”).
A városban több sportegyesület működik:
- A.C.D. Molfetta Sportiva – 1917-ben alapított labdarúgócsapat, amely az országos harmadosztályban játszik valamint a regionális bajnokságban[34]
- A.S.D. Real Molfetta C5 – a város futsalcsapata az országos másodosztályban játszik[35]
- Nuova Virtus Molfetta – 1998-ban alapított kosárlabdacsapat, amely országos szinten is ért el sikereket (másodosztályig küzdötte fel magát, jelenleg a harmadosztályban játszik)[36]
- Azzurra Volley Molfetta – női kézilabdacsapat[37]
- Pallavolo Molfetta – a férfi kézilabdacsapat az országos másodosztályban játszik.[38]
- Hockey Club Molfetta – a jégkorongcsapatot 1980-ban alapították.[39]

## Gazdasága

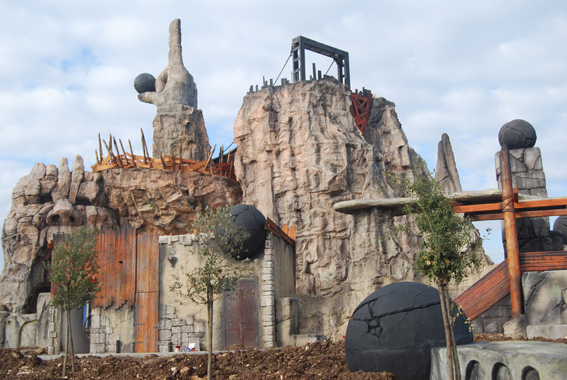
A molfettai vidámpark

A molfettai gazdaság alapja évszázadok óta a halászat, amelynek részaránya a város gazdasági termelésében az utóbbi évtizedekben jelentősen visszaesett. A halászat felvirágoztatásában jelentős szerepe volt a kikötőnek, amelynek köszönhetően a 20. század végén Molfettát az ország egyik jelentős kikötővárosaként tartották számon. A 2012-ben is zajló, várhatóan 2014-re befejeződő bővítési munkálatok révén a kikötő sokkal nagyobb kereskedelmi forgalmat fog majd lebonyolítani.
A mezőgazdaság a terméketlen hátország miatt gyengén fejlett, az olívabogyó- és gyümölcstermesztés, valamint a borászat révén van jelen. Az ipar a város északnyugati irányában, az ipari park területén koncentrálódik. Az ipar könnyűipari létesítmények (élelmiszeripar, textilipar) révén van jelen, de jelentős az agyag tetőcserép-gyártás is. A kereskedelem két meghatározó létesítményei a Città della Moda és a Centro Commerciale Ipercoop-Mongolfiera bevásárlóközpontok. 2009-ben nyitotta meg kapuit Puglia vidámparkja, a Miragica Terra dei Giganti.
Az egyik bővülő gazdasági ágazat a turizmus. 2010-ben, az előző évhez képest 18,4%-kal nőtt a városba látogatók száma. A legtöbben az Egyesült Államokból, Belgiumból, Franciaországból, Németországból, valamint Olaszország északi régióiból érkeztek.
A városban, a megyeközpont közelsége miatt nincs sem rádió- sem televízióadó. A nyomtatott sajtó a bari, valamint a megyei és országos újságok révén van jelen. A város legjelentősebb hírportálja a www.quindici-molfetta.it és az www.ilfatto.net.

## Közlekedése

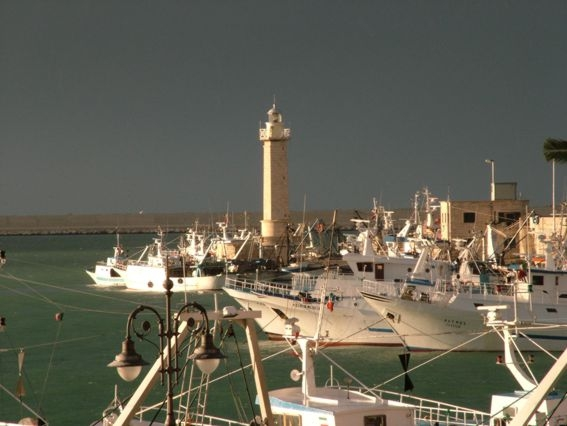
A kikötő és a világítótorony

Molfettát érinti az A14-es, Bolognát Tarantóval összekötő autópálya (Autostrada Adriatica). Nápoly felől az A16-os autópályán közelíthető meg, amely az 55 kilométerre fekvő Canosa di Puglia mellett ér véget. A tengerparti városokkal (Bari, Giovinazzo, Bisceglie, Barletta, Trani) az SS16-os főút köti össze, valamint az SS16 bis, amely az előbbivel párhuzamosan halad, de elkerüli a városközpontokat. Az SP112-es megyei út összeköti Molfettát Terlizzivel. A szomszédos településekkel a STP Bari és a Cotrap autóbusz-társaságok révén van összeköttetés. A városban négy autóbuszvonal üzemel, ezeket az M.T.M. spa. vállalat üzemelteti.
Molfetta a Pescarát Leccével összekötő vasúti fővonal, az úgynevezett „adriai vasút” mentén fekszik. Rendszeres járatok kötik össze Barival, Foggiával és Barlettával. A pályaudvar a város délnyugati részén található.
A legközelebbi repülőtér a Bari-Palese.

### A kikötő
A kedvezőtlen mezőgazdasági hátország miatt a város már alapítása óta a tenger erőforrásaira volt utalva. A kedvező földrajzi adottságoknak köszönhetően a kikötő az óvárostól, az egykori Sant’Andrea szigettől keletre alakult ki. Az első móló 1269-ben épült meg (San Cosma), majd az 1400-as években a Cala di San Girolamo követte. A 16. század közepén V. Károly parancsára a kikötőt kibővítették, ekkor épült meg a régi dóm előtti rakpart is. Jelentős fejlesztéseket végeztek 1844 és 1849 között, s a város kikötője ekkor nyerte el mai alakját (megépültek a San Corrado és San Michele mólók). A világítótornyot 1853 és 1857 között építették. A kikötő védelmében 1910 és 1949 között egy hullámtörő gátat építettek az északkeleti részén. Ma a kikötő 364 000 négyzetméteren terül el, 1395 méternyi rakparttal. 2008-ban, a régitől északnyugatra elkezdődtek az új kikötő építési munkálatai. Az építkezés várhatóan 2014-re fejeződik be, és a velencei Mo.S.E.-terv projekt után az olasz állam második legjelentősebb tengeri infrastrukturális beruházása.

## Híres molfettaiak
| - Sergio Panunzio (1886–1944) jogász, filozófus, újságíró - Angelo Amato (1938–2024) római katolikus bíboros - Nicola Ayroldi (1965–) labdarúgó-edző - Antonio Bello (1935–1993) római katolikus püspök - Giulio Cozzoli (1882–1957) szobrász - Stefano de Dato (1869–1940) ellentengernagy, polgármester - Beniamino Finocchiaro (1923–2003) politikus - Vito Cesare Boccardi (1835–1888) vállalkozó | - Corrado Giaquinto (1703–1766) festő - Antonio Lupis (1649–1701) író - Girolamo Minervini (1919–1980) jogász - Gaetano Salvemini (1942–) labdarúgó - Gaetano Salvemini (1873–1957) történész, politikus - Giuseppe Saverio Poli (1746–1825) természettudós - Michele Salvemini (1973–) rapper |

## Testvérvárosai
Molfetta testvérvárosai:
- Görlitz, Németország[50]
- Fremantle, Ausztrália[51]